# 香港浸會大學民意調查風波
香港浸會大學民意調查風波，簡稱浸大民調風波，是香港的一宗政治爭議，發生在2012年1月14日，香港浸會大學傳理學院被質疑因受院長趙心樹施壓而公開一份尚未完成的特首選舉民意調查的結果。由於該結果顯示參選人唐英年民望落後的差距收窄，與最終完成並於1月17日公開的結果不符，公眾質疑提前公佈結果是有心為唐英年造勢，並質疑浸大民調的公信力。

## 事件發展

### 風波起因
2012年1月14日，浸會大學傳理學院公布一份尚未完成的「特首民意調查」結果，結果顯示特首候選人梁振英及唐英年支持度差距6%。但三日後再度公布已完成的民調結果，顯示唐、梁差距較大達9%，另外，而完成版中梁於其他評價比較唐英年亦有較佳的表現。據了解，唐英年競選辦公室公關陳慧兒曾致電民調研究人員查詢，曾在官方報章《人民日報》任職的浸大傳理學院院長趙心樹稱，提早公布未完成民調是為了「搶新聞」，避開台灣總統大選，但此舉及解釋惹起爭議，被指違學術專業，身兼浸大教職員公會發言人的杜耀明質疑此做法有政治動機，會促院方調查交代。
2012年1月30日，傳理學院院長趙心樹向校方告假一星期。

### 校友聯署聲明
1月31日，760名浸會大學傳理學院學生校友，於在報章刊登人聯署聲明，譴責趙心樹及校內高層人士，聲明指趙犯了「低級錯誤」，質疑民調是否已淪為選舉宣傳機器，以「達到政治目的」。聲明要求暫停趙的院長職務；由工會及學生代表加入調查趙於事件中的角色及責任，又要求校長陳新滋交代，包括各校董在內是否曾對學院作政治干預。

### 校方宣佈成立調查小組
1月27日，浸大向教職員、學生及校友發電郵宣佈成立四人專責小組，調查是次民調風波。浸大副校長黃偉國擔任小組召集人，成員包括浸大管理學系教授的趙其琨、地理系講座教授李思名、浸大數學系系主任朱力行及身兼校友的城大媒體與傳播系高級特任講師關偉。報告預計於二月份內完成報告呈交校長陳新滋。

### 專責小組公佈調查結果
2月6日，專責小組向校董會提交報告後並對外公佈‧報告指出特首參選人唐英年的競選陣營沒有直接接觸傳理學院院長趙心樹，沒有證據顯示趙心樹在是次民調中有任何政治目的或偏頗，以及得到外間財務資助。故此總結沒有證據顯示特首參選人民調提早公布結果是受到政治干預。調查小組又指出趙心樹急進、缺乏政治敏感度、漠視同事的忠告及關注，行為不智，提前公布結果是缺乏前瞻性而隨意的決定。
浸大校長陳新滋表示在接獲報告前，已接納趙心樹辭去傳理學院院長及傳理調查實驗室的職務，但因趙心樹並非犯下學術上的失誤，故此予以保留他的教職。

### 特首選舉參選人回應
2月7日，特首選舉參選人唐英年強調並無介入有關的民調計劃，並重申自己尊重學術自由及院校自主。而另一參選人梁振英也發聲明表示不認識趙心樹。